# Египет, несущий свет в Азию
«Египет, несущий свет в Азию» (англ. Egypt Carrying the Light to Asia или Progress Carrying the Light to Asia) — нереализованный проект колоссальной неоклассической скульптуры.

## История
Разработанная в конце 1860-х годов французским скульптором Фредериком Огюстом Бартольди, скульптура должна была представлять собой статую одетой женщины-феллаха или крестьянки с факелом у входа в Суэцкий канал в Порт-Саиде, Египет.
Высота статуи планировалась 26 метров, а её пьедестал должен был подняться на высоту 15 метров. Предложенный вариант скульптуры был отклонён хедивом (вице-султан Египта), который сослался на высокую стоимость, а в 1869 году на том же месте был построен маяк Порт-Саида, спроектированный Франсуа Куанье.
Идея создания монументальной работы на входе в Суэцкий канал была вдохновлена увиденными Бартольди гигантскими древнеегипетскими скульптурами в Абу-Симбеле. Кроме того, скульптор изучил историю одного из семи чудес света, древнего Колосса Родосского, на основании чего придумал статую женщины-феллаха, которая позже в процессе создания превратилась в классическую богиню. После провала египетского варианта Бартольди переработал проект в «Свободу, озаряющую мир»: в 1886 году она была установлена в Нью-Йоркской гавани и в настоящее время более известна как «Статуя Свободы».